# Jerònia
Jerònia (i antigament Hierònima) és un prenom femení català derivat del prenom masculí Jeroni, l'etimologia del qual ve del llatí Hieronymus, el nom d'un sant dels primers segles de l'església cristiana.

## Difusió
Aquest prenom és tradicional en català i en altres llengües europees.
Versió masculina: Jeroni

### Variants en altres llengües
- Anglès:
- Espanyol: Jerónima
- Francès: Jerômine, Geromine
- Hongarès:
- Italià: Girolama
- Occità: Jirònia
- Polonès:
- Rus:

## Festa onomàstica
Atès que no hi ha cap santa amb aquest prenom, se sol celebrar la festa onomàstica el dia de Sant Jeroni:
- Sant Jeroni, prevere i doctor de l'Església, 30 de setembre
- Sant Jeroni Emilià, fundador d'orde religiós, 8 de febrer